# Wandrutenzimmerung
Die Wandrutenzimmerung, auch Wandruthenzimmerung genannt, ist ein Schachtausbau, der aus langen starken Hölzern, den Wandruten, hergestellt wird. Die Wandrutenzimmerung wurde beim Tunnelbau und im Bergbau in Schächten, die starkem Gebirgsdruck ausgesetzt waren, verwendet.

## Grundlagen
Bei Schächten, die hohem Gebirgsdruck ausgesetzt sind, war die früher angewandte Zimmerung mit Gevierten nicht ausreichend, um dem Gebirgsdruck zu widerstehen. Insbesondere die langen Joche sowohl bei der Bolzenschrotzimmerung als auch bei der Schrotzimmerung mussten mit zusätzlichen Hölzern verstärkt werden. Hierfür wurden bevorzugt Wandruten in den vier Ecken der Gevierte angebracht, die miteinander verstrebt wurden. Bei Bedarf wurden auch zusätzlich in der Mitte der Joche Wandruten angebracht. Zwei sich gegenüber stehende Wandruten werden als Wandrutenpaar bezeichnet. Diese Wandruten bestanden aus Rundhölzern oder Schnittholz. Jede Wandrute hatte eine Länge von etwa fünf bis sechs Metern, zudem wurden nur starke Hölzer verwendet. Aufgrund ihrer Länge reichte jede einzelne Wandrute, selbst bei der Bolzenschrotzimmerung, über sechs bis sieben Gevierte. Dadurch wird ein gegenseitiges Verschieben der Gevierte und auch ein etwaiges Abrutschen der kompletten Schachtzimmerung verhindert. Die Wandruten wurden in der Regel nur zur Verstärkung der Schachtgevierte und zum Einteilen des jeweiligen Schachtes in einzelne Trumme verwendet. Im Tunnelbau wurde teilweise auch die gesamte Schachtzimmerung ohne Gevierte nur in Wandruten erstellt.

## Aufbau und Herstellung
Um die Wandruten einbringen zu können, muss zunächst eine Aufstellplattform, das sogenannte Gebrück, im Schacht erstellt werden, auf die dann die Wandruten aufgestellt werden können. Diese Aufstellplattform muss fest im Schachtstoß eingebühnt werden. Auf das Gebrück werden später die Wandruten der Länge nach aufgestellt. Um die Wandruten passgenau einbringen zu können, muss deren Länge zuvor abgemessen werden und über Tage die Enden der Hölzer für den späteren Einbau vorbereitet werden. Die einzelnen Hölzer werden so vorbereitet, dass sie im Schacht entweder verblattet, verkämmt oder aber einfach nur mit den Enden glatt auf einander gestellt werden. Anschließend werden die jeweiligen bearbeiteten Hölzer mittels Haspel zum Einbauort in den Schacht gefördert und an Ort und Stelle an der vorgesehenen Stelle eingebaut. Nachdem die Wandruten eingebaut sind, werden sie miteinander verstempelt. Hierfür werden jeweils zwei zueinander gehörende Wandruten durch horizontale Stempel oder Spreizen gegeneinander abgestützt. Je nach Einbaulage und Platz unterscheidet der Bergmann hierbei Bruststempel, Zapfenstempel, Strebstempel und Lagerstempel. Die einzelnen Stempel sorgen dafür, dass die Wandruten fest an die Gevierte gepresst werden und somit die Gevierte abgestützt werden.